# Kantáros lappantyú
A kantáros lappantyú (Caprimulgus fraenatus) a madarak (Aves) osztályának a lappantyúalakúak (Caprimulgiformes) rendjéhez, ezen belül a lappantyúfélék (Caprimulgidae) családjához tartozó faj.

## Rendszerezése
A fajt Tommaso Salvadori olasz ornitológus írta le 1884-ben.

## Előfordulása
Kelet-Afrikában, Burundi, Dél-Szudán, Eritrea, Etiópia, Kenya, Szomália, Szudán, Tanzánia és Uganda területén honos.
Természetes élőhelyei a szubtrópusi vagy trópusi füves puszták, szavannák és cserjések, valamint ültetvények. Állandó, nem vonuló faj.

## Megjelenése
Átlagos testhossza 25 centiméter, a hím testtömege 55–71 gramm, a tojóé 46–68 gramm.

## Életmódja
Rovarokkal táplálkozik, főleg lepkékkel, szöcskékkel és bogarakkal.

## Természetvédelmi helyzete
Az elterjedési területe nagyon nagy, egyedszáma pedig stabil. A Természetvédelmi Világszövetség Vörös listáján nem fenyegetett fajként szerepel.